# Silvia Arderíus Martin
Silvia Arderíus Martin (geboren am 11. Juli 1990 in Madrid) ist eine spanische Handballspielerin.

## Vereinskarriere
Arderíus' erste Profistation war der Verein CB Alcobendas. Im Jahr 2015 wechselte sie zu BM Aula Cultural. Von 2017 bis 2020 spielte sie bei BM Bera Bera, seit 2020 ist sie für Costa da Sol Málaga aktiv.
Sie spielte auch in europäischen Vereinswettbewerben, so im EHF-Pokal, im EHF-Europapokal und in der EHF Champions League. Mit dem Team aus Málaga gewann sie den EHF European Cup 2020/21.

## Auswahlmannschaften
Arderíus stand im Aufgebot der spanischen Nachwuchsauswahlmannschaften. Erstmals trat sie am 3. November 2006 in einem Spiel gegen Dänemark an. Sie nahm an der U-17-Europameisterschaft 2007, der U-18-Weltmeisterschaft 2008 und der U-20-Weltmeisterschaft 2010 teil.
Für die spanische Nationalmannschaft stand sie erstmals am 27. März 2014 im Spiel gegen die Niederlande auf dem Parkett. Sie spielte bei der Weltmeisterschaft 2017, der Europameisterschaft 2018, gewann die Silbermedaille bei der Weltmeisterschaft 2019, spielte bei der Europameisterschaft 2020 und der Weltmeisterschaft 2021. Sie wurde für die Europameisterschaft 2022 nachnominiert und nahm auch an der Weltmeisterschaft 2023 teil. Sie stand auch für das olympische Handballturnier 2024 im spanischen Aufgebot.
Arderíus bestritt bis August 2024 insgesamt 103 Länderspiele für die spanische Nationalmannschaft, in denen sie 113 Tore warf.

## Erfolge
- spanische Meisterschaft 2018 und 2020 mit Balonmano Bera Bera, 2023 mit Málaga
- spanischer Pokal 2019 mit Balonmano Bera Bera
- spanischer Supercup 2019 mit Balonmano Bera Bera
- EHF European Cup 2020/21 mit Costa da Sol Málaga

## Privates
Arderius unterbrach im November 2024 ihre Sportkarriere aufgrund einer Schwangerschaft.